# Alejandro y María Laura
Alejandro e María Laura, é uma dupla peruanos de música folk formada em 2009 e integrada pelos cantores Alejandro Rivas e María Laura Bustamante.

## História
Alejandro Rivas e María Laura Bustamante se conheceram em 2004 na Pontifícia Universidade Católica do Peru (PUCP). Em 2009 começaram a compor canções juntos, criando música de distintos gêneros e colaborando nas composições um do outro. Sendo estudantes de comunicação audiovisual e artes cênicas, viajaram à Idaho para trabalhar durante o período de férias da faculdade e começaram a tocar em bares e restaurantes, cantando música em espanhol. Em pouco tempo se fizeram conhecidos a nível local e foram convidados à participar da segunda edição do festival musical Sun Valley Acoustic Music Weekend. Graças a esta experiência os dois decidem dedicar-se à música.
No final de 2010, de volta à Lima a montagem “En Pausa”, projeto final do curso de artes cênicas de María Laura, onde tiveram contato com diferentes estímulos auditivos para compor canções. Durante este processo, compuseram diferentes canções como “Abre los ojos”, “Quiero estar sola” e “Estos días”.
A princípios de 2011, Mabela Martínez os colocou em contato com Matías Cella para gravar, em Buenos Aires, seu primeiro disco. A dupla regressa a Lima para lançar Paracaídas em outubro do mesmo ano, seguido pelo videoclipe da música "Estos días". O disco rapidamente encontrou acolhida pela mídia, inclusive conseguiu ficar entre os dez mais vendidos do país, e os permitiu consolidar sua imagem dentro da cena musical durante os anos seguintes. Continuando com a turnê do álbum, durante o ano sequente, fizeram shows em Cusco, Arequipa, Buenos Aires, Rosário, La Plata e Montevideo. Nesse mesmo ano receberam o prêmio Innovación do V Festival Claro e o prêmio Canteras, pela canção “Jaula”.
Em 2013 lançaram o videoclipe de "Puedo esta sin ti", canção que logo se popularizou pelo Peru. Nesse mesmo ano começaram a trabalhar no segundo disco, Fiesta para los muertos, com colaborações de Susana Baca, Kevin Johansen e Javier Barría. O lançamento do disco ocorreu no teatro Mario Vargas Llosa da Biblioteca Nacional do Peru.
Em fevereiro de 2014 foram convidados por Paulinho Moska a viajar para o Brasil para participar do programa Encuentros en Brasil, transmitido pelo HBO. Depois foram convidados a participar do festival Indies del Sur, na Argentina. Mas adiante lançaram o clipe dacanção "Nadie puede amar a un fantasma" e foram agraciados com o prêmio Luces.
Em setembro de 2016 lançam o single "Matrimônio" juntamente com o videoclipe da canção. Os cantores revelam que a música faz parte do terceiro disco a ser lançado em fevereiro do ano seguinte.

## Discografia
- 2011: Paracaídas
- 2013: Fiesta para los muertos